# Rogerstone
Rogerstone (en anglais) ou Tŷ-du (en gallois) est une communauté du borough de comté de Newport, au pays de Galles.

## Géographie
Rogerstone se trouve à l'ouest du centre-ville de Newport, dont il est séparé par l'autoroute M4, et au nord de l'Ebbw (en).
La gare de Rogerstone (en) se situe sur la Ebbw Valley Railway (en) qui relie Ebbw Vale à Cardiff.

## Démographie
Au recensement de 2011, la communauté de Rogerstone comptait 10 158 habitants.

## Culture locale et patrimoine
La communauté de Rogerstone abrite quinze monuments classés.